# جامعة ذمار
جامعة ذمار، هي جامعة يمنية حكومية حديثة تقع في مدينة ذمار في اليمن. تأسست في 24 أغسطس 1996م، وهي تعمل منذ نشأتها على رفع المستوى العلمي والثقافي والفكري في محافظة ذمار، وتبلغ الطاقة الاستيعابية للجامعة 60 ألف طالب وطالبة. وتضم الجامعة العديد من الكليات العلمية والإنسانية، وتشمل كل كلية على مجموعة من المعاهد المتخصصة، وفقاً لأولويات البحث العلمي والتنمية وعلى ضوء برامج تعد لكل تخصص.

## نشأة الجامعة
كانت بداية الجامعة بكلية التربية في ذمار، والتي افتتحت في العام الجامعي 1990/91م، وكلية التربية / رداع في العام 1994م، وكانتا فروعاً لجامعة صنعاء، وفي العام الجامعي 1996/97م تم افتتاح كلية الآداب والألسن، ثم كلية العلوم التطبيقية، وكذلك كلية الزراعة والطب البيطري، وفي العام الجامعي 1997/98م تم افتتاح كلية طب الأسنان وكلية العلوم الإدارية والحاسبات، وقد فُصِلت الكلية الأخيرة في العام 2001/02م إلى كليتين (كلية الحاسبات ونظم المعلومات وكلية العلوم الإدارية)، وافتتحت كلية الطب البشري وكلية الهندسة والسدود في العام الجامعي 1998/99م. إذ استقبلتا بعد ذلك الفوج الأول في نفس العام، وتم افتتاح كلية التربية - البيضاء في العام الجامعي 1999/2000م، وفي العام الجامعي 2001/02م تم افتتاح معهد طب الأسنان.

## التسمية
سميت جامعة ذمار باسم مدينة ذمار التي تعتبر مركز محافظة ذمار.

## الحرم الجامعي

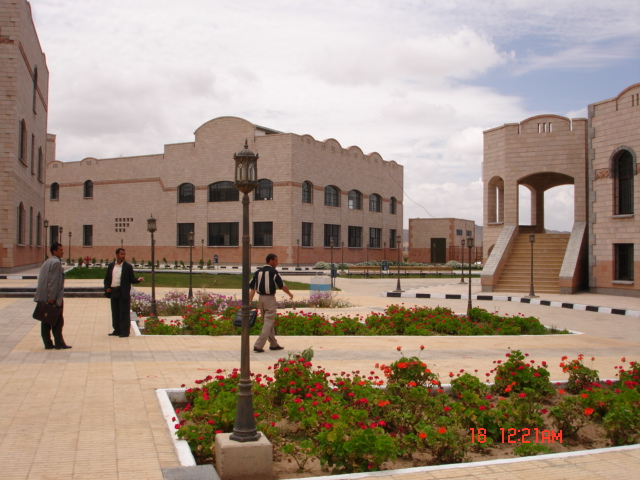
كلية الهندسة

تمتلك جامعة ذمار حرماً جامعياً تبلغ مساحته أكثر من 250 هكتار، ويقع الحرم الجامعي في الحي الشمالي لمدينة ذمار(وسط اليمن تقريباً)، حيث يقسمها شارع صنعاء إلى قسمين، وتبعد عن صنعاء عاصمة الجمهورية اليمنية بحوالي 100 كيلو متر.

## الكليات والمعاهد
- كلية الطب البشري: تقع كلية الطب البشري في شارع رداع في الجهة الشرقية من المدينة بجوار مبنى كلية طب الأسنان. تأسست كلية الطب البشري بجامعة ذمار عام 1998م.وتم قبول أول دفعة من الطلاب والطالبات ويوجد بها مختبرات متكاملة لأغراض التطبيق في أغلب الأقسام وقد تم وضع خطه تهدف إلى المزيد من البعثات الدراسية والتأهيل. إضافة إلى وجود مستشفى تعليمي خاص بطب البشري (مستشفى الوحدة التعليمي بمدينة معبر)مزود بأحدث التقنيات اللازمة لسير الحركة التعليمية.

وهذه الكلية مشهورة بأن أكثر طلابها من خارج اليمن، وبالذات من الأردن وفلسطين.
- كلية طب الأسنان

تأسست كلية طب الأسنان/جامعة ذمار في العام الجامعي  1997/98، وهي أول كلية طب أسنان حكومية في اليمن. تقع الكلية في مركز محافظة ذمار التي تبعد بحوالي 90 كم جنوب العاصمة صنعاء وتعتبر ذمار إحدى المدن التاريخية البارزة، والتي كانت تتميز بأنها مدينة علم، حيث ارتبط بها العديد من الشخصيات والرموز الأدبية والعلمية على مر العصور كان آخرهم الشاعر الراحل الكبير عبد الله البردوني الذي لقب بشاعر العرب.
الأقسام العلمية: يوجد حالياً في الكلية عدد من الأقسام العلمية، والتي تهدف جميعها إلى تزويد الطالب بعلوم طب الأسنان المختلفة، وبشكل مترابط ومنسق يشمل دروساً نظرية وعيادية ومعملية، بحيث يكون الطالب بالنهاية قادراً على تطبيق تلك الدروس على مرضاه بشكل كفؤ وهذه الأقسام موزعة كما يلي:-
- قسم جراحة الفم والوجه والفكين
- قسم صناعة الأسنان
- قسم معالجة الأسنان
- قسم التشخيص الفمي وأنسجة الفم
- قسم معالجة وتقويم ووقاية أسنان الأطفال
- قسم جراحة وأمراض اللثة
- قسم العلوم الطبية الأساسية

أهداف الأقسام العلمية
- قسم جراحة الفم والوجه والفكين: وتقع على عاتق هذا القسم مسؤولية تدريب وتدريس الطلبة في مجال قلع الأسنان التالفة، وإجراء العمليات الجراحية المرتبطة ببعض أمراض الفم والأسنان، وتجبير بعض كسور الفكين، ويجري التدريس لهذه الأمور بواقع ثلاث سنوات (المستوى الثالث والمستوى الرابع والمستوى الخامس) بحيث يتم التدريس وفق منهج دراسي محدد لكل مستوى.
- قسم صناعة الأسنان: وتقع على عاتق هذا القسم مسؤولية تدريس الطلبة كيفية عمل الأنواع المختلفة من تعويضات الأسنان وخصوصا الطقم الكامل والطقم الجزئي (المعدني والاكريلي)، ويجري تدريس هذه المقررات بالمستويات الثاني والثالث والرابع والخامس إضافة إلى تدريس الطالب مقرر المواد السنية بالمستوى الثاني.
- قسم معالجة الأسنان: يتم في هذا القسم تدريس الطالب المواضيع التي تخص إجراء حشوات الأسنان المختلفة الأنواع وحشوات قنوات الجذور، إضافة إلى أعمال التيجان والجسور الثابتة وفق منهج محدد يتوزع في المستويات الثالث والرابع والخامس.
- قسم التشخيص الفمي وأنسجة الفم: وتم في هذا القسم تدريس الطلبة كل ما يتعلق بأنسجة الفم والأسنان بوضعها الطبيعي، إضافة إلى تدريس الأنواع المختلفة من أمراض الفم والأسنان والأورام المتعلقة بها، وبالتالي جعل الطالب مُلماً بهذه المواضيع وقادر على التشخيص المبكر للاحتمالات المصاحبة لكل مرض، وتم ذلك باستخدام الأجهزة المهجرية والشعاعية الحديثة. ويتم توزيع مقررات التدريس بهذا القسم على المستويين الرابع والخامس.
- قسم معالجة وتقويم ووقاية أسنان الأطفال: ويهدف هذا القسم إلى تدريس طلبة المستوى الرابع والخامس بحيث يجعلهم ملمين بعلاج أسنان الأطفال اللبنية والمحافظة عليها من السقوط المبكر، وعلاج التشوهات التي تصيب الأسنان الدائمية (تقويمها) وكذلك عمل المسوحات الإحصائية لطلاب المدارس الابتدائية.
- قسم جراحة وأمراض اللثة: ويهدف هذا القسم إلى تدريس أمراض أنسجة ما حول الأسنان، وإزالة التكلس والصبغات من حول سطوح الأسنان والأورام المصاحبة لها، وتعليم الطالب كيفية علاج تلك الأمراض بالوسائل الجراحية أو غير الجراحية، ويتم ذلك في المستوى الرابع والخامس.
- كلية الصيدلة
- كلية التمريض
- كلية المختبرات

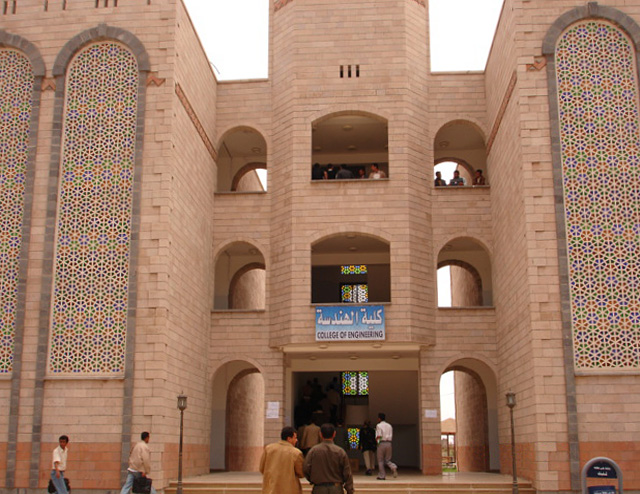
كلية الهندسة

- كلية الهندسة  أنشأت الكلية بموجب خطة الجامعة والمخطط الهيكلي لها، وكجزء من التوسع التربوي الذي تشــهده جامعة ذمار. تم قبول الدفعة الأولى من الطلاب بالعام الجامعي 1998/99 في قسم الهندسة المعمارية، كونه التخصص الأول الذي شرعت الكلية في استحداثه، وفي العام الجامعي 1999/2000 تم اسـتحداث قسم الهندسة المدنية بفرعيه (هندسة البناء والإنشاءات وهندسة السدود والحواجز المائية) وبعد ذلك تم فتح بقية الأقسام الموجودة في الكلية.
- أقسام الكلية
- الهندسة المعمارية
- الهندسة المدنية / هندسة البناء والإنشاءات
- الهندسة المدنية / السدود والحواجز
- الهندسة الميكانيكية
- كلية الحاسبات ونظم المعلومات
- أقسام الكلية:
- قسم علوم الحاسوب
- قسم تكنولوجيا المعلومات
- قسم نظم المعلومات
- كلية العلوم الإدارية

تأسست كلية العلوم الإدارية في العام الجامعي 1997/98م بعد عام واحد من افتتاح الجامعة، وذلك لغايات رفد المجتمع بالمتخصصين في العلوم الإدارية بمختلف فروعها، وإعداد العنصر البشري الكفء والفاعل في مختلف جوانب الحياة، مساهمة من الجامعة في دعم التنمية الشاملة، وتضم الكلية حالياً الأقسام العلمية التالية بالمرحلة الجامعية:
- قسم الإنتاج والتسويق
- قسم إدارة الأعمال
- قسم علوم مالية ومصرفية
- قسم المحاسبة
- قسم الاستثمار والتنمية
- قسم بحوث العمليات
- كلية العلوم التطبيقية

وتضم الكلية حالياً الأقسام العلمية التالية بالمرحلة الجامعية:
- قسم الفيزياء
- قسم الرياضيات
- قسم الكيمياء
- قسم علوم الحياة
- قسم علوم الأرض والبيئة
- كلية الزراعة
- الزراعة العامة
- الإنتاج الحيواني
- التقانة الحيوانية وصناعة الاغذية
- كلية الطب البيطري
- كلية الآداب

تأسست كلية الآداب عام 1996م، وهي واحدة من الكليات التي افتتحت بها جامعة ذمار في العام نفسه
أقسام الكلية:
- قسم اللغة العربية
- قسم اللغة الإنجليزية
- قسم الآثار
- قسم اللغة الفرنسية
- قسم التاريخ.
- قسم الجغرافيا
- قسم علم النفس

تعتبر كلية التربية النواة الأولى لجامعة ذمار، حيث أنشأت عام 1990م.
أقسام الكلية
- قسم الرياضيات
- قسم الكيمياء
- قسم الفيزياء
- قسم الدراسات الإسلامية
- قسم اللغة العربية
- قسم اللغة الإنجليزية
- قسم الأحياء
- قسم التربية الفنية
- قسم العلوم التربوية والنفسية

معهد طب الأسنان: تم إنشاء المعهد في العام الجامعي 2001/02م، ويخضع نظام القبول للطلاب المتقدمين للدراسة في المعهد لشروط القبول المحددة في لائحة شئون الطلاب في جامعة ذمار. ويقبل معهد طب الأسنان خريجي الثانوية العامة (القسم العلمي)، ويتبع نظام الفصلين الدراسيين ومدة الدراسة فيه سنتين ولا يقبل الطالب إلا بعد اجتياز اختبار القبول.
أقسام المعهد
- قسم صناعة الاسنان
- قسم وقاية الاسنان

معهد التعليم المستمر
ويتكون المركز حالياً من أربع وحدات :- (1) التأهيل (2) التدريب (3) البحث والتطوير (4) الشئون المالية والإدارية

## وصلات خارجية
جامعة ذمار